# Burza (wiersz)
Burza – wiersz Antoniego Langego, który ukazał się w pierwszym tomie Poezyj (1895), napisany został jednak w 1891 podczas pobytu autora w Buchniku. Utwór w opisie burzy korzysta z poetyki ekspresjonistycznej oraz symbolizmu. Pochwycony moment i obraz upersonifikowanej przyrody nawiązuje do biblijnej Apokalipsy. Utwór można także odczytywać jako rozbudowaną metaforę śmierci jednostki ludzkiej.